# 헤븐 번즈 레드
《헤븐 번즈 레드》는 라이트 플라이어 스튜디오스와 Key가 제작한 부분 유료화 롤플레잉 비디오 게임이다. 2022년 2월 10일, 일본서 iOS 및 안드로이드 플랫폼으로 처음 출시됐으며, 같은 해 8월 윈도우로 발매됐다.
지구가 정체불명의 생명체 캔서에게 침략당해 인류가 멸망위기에 놓인 미래가 배경으로, 전 기타리스트이자 캔서에 대항하는 병기 세라프를 사용하는 카야모리 루카가 주인공이다. 글 위주로 인물들이 대화하는 비주얼 노블 방식을 통해 이야기가 진행되며 캔서와의 전투는 턴제 롤플레잉 게임플레이를 따른다.

## 개발 및 출시
《헤븐 번즈 레드》는 2019년 10월 8일 라이트 플라이어 스튜디오스와 Key와의 공동제작 작품으로서 처음 공개됐다. 게임 시나리오로 마에다 준이 참가했으며 그가 《리틀 버스터즈! (2007)》 이후 15년만에 메인 시나리오 작가를 맡은 작품이다.
《헤븐 번즈 레드》는 일본에서 2022년 2월 10일 iOS 및 안드로이드 플랫폼용으로 처음 발매됐다.

## 참조

### 주해
1. ↑  영어: Heaven Burns Red, 일본어: ヘブンバーンズレッ